# Мышковцы
Мышковцы (укр. Мишківці) — село в Вишневецкой поселковой общине Кременецкого района Тернопольской области Украины.
До 2020 года входило в Збаражский район.
Код КОАТУУ — 6122488105. Население по переписи 2001 года составляло 327 человек.

## Географическое положение
Село Мышковцы находится на расстоянии в 1 км от правого берега реки Горынь,
примыкает к селу Кинаховцы.